# Estación Kilómetro 42
Kilómetro 42 es una estación de ferrocarril que se halla dentro de la provincia de Tacna, Perú, y que pertenece al Ferrocarril Tacna-Arica. Se ubica en el sector de Molles, cercana a la Ruta nacional PE-1S en el acceso sur de Tacna, razón por la cual la estación también ha recibido la denominación de Molles.

## Historia
Si bien la vía en la que se encuentra la estación fue inaugurada en 1856, no existen registros específicos de la fecha de apertura de dicha detención, ya que José Olayo López en 1910 no consigna la estación, al igual que Santiago Marín Vicuña en 1916 quien tampoco la incluye en su listado de estaciones ferroviarias. Sin embargo, la estación ya aparece mencionada en mapas chilenos de 1929.
Posteriormente la estación dejaría de servir como detención del ferrocarril, y actualmente solo existen algunas ruinas de la construcción.